# Олдерпойнт (Каліфорнія)
Олдерпойнт (англ. Alderpoint) — переписна місцевість (CDP) в США, в окрузі Гумбольдт штату Каліфорнія. Населення — 137 осіб (2020).

## Географія
Олдерпойнт розташований за координатами 40°9′41″ пн. ш. 123°36′57″ зх. д. / 40.16139° пн. ш. 123.61583° зх. д. (40.161343, -123.615739).  За даними Бюро перепису населення США в 2010 році переписна місцевість мала площу 6,29 км², уся площа — суходіл.

### Клімат
| Клімат : Олдерпойнт   | Клімат : Олдерпойнт | Клімат : Олдерпойнт | Клімат : Олдерпойнт | Клімат : Олдерпойнт | Клімат : Олдерпойнт | Клімат : Олдерпойнт | Клімат : Олдерпойнт | Клімат : Олдерпойнт | Клімат : Олдерпойнт | Клімат : Олдерпойнт | Клімат : Олдерпойнт | Клімат : Олдерпойнт | Клімат : Олдерпойнт |
| Показник              | Січ.                | Лют.                | Бер.                | Квіт.               | Трав.               | Черв.               | Лип.                | Серп.               | Вер.                | Жовт.               | Лист.               | Груд.               | Рік                 |
| Середній максимум, °C | 12,0                | 15,1                | 16,8                | 20,1                | 23,6                | 27,4                | 32,7                | 32,4                | 30,4                | 23,8                | 16,3                | 12,1                | 21,9                |
| Середній мінімум, °C  | 1,9                 | 3,3                 | 3,8                 | 5,1                 | 7,4                 | 9,7                 | 11,3                | 11,2                | 9,2                 | 6,7                 | 4,7                 | 2,4                 | 6,4                 |
| Норма опадів, мм      | 269                 | 198                 | 147                 | 81                  | 41                  | 13                  | 0                   | 10                  | 20                  | 91                  | 185                 | 239                 | 1293                |
| --------------------- | ------------------- | ------------------- | ------------------- | ------------------- | ------------------- | ------------------- | ------------------- | ------------------- | ------------------- | ------------------- | ------------------- | ------------------- | ------------------- |
| Джерело: Weatherbase  |                     |                     |                     |                     |                     |                     |                     |                     |                     |                     |                     |                     |                     |

## Демографія
Згідно з переписом 2010 року, у переписній місцевості мешкало 186 осіб у 80 домогосподарствах у складі 48 родин. Густота населення становила 30 осіб/км².  Було 93 помешкання (15/км²).
Расовий склад населення:
| - 91,4 % — білих - 4,8 % — корінних американців - 0,5 % — азіатів |

До двох чи більше рас належало 2,7 %. Частка іспаномовних становила 5,4 % від усіх жителів.
За віковим діапазоном населення розподілялося таким чином: 17,2 % — особи молодші 18 років, 69,4 % — особи у віці 18—64 років, 13,4 % — особи у віці 65 років та старші. Медіана віку мешканця становила 47,0 року. На 100 осіб жіночої статі у переписній місцевості припадало 111,4 чоловіків;  на 100 жінок у віці від 18 років та старших — 126,5 чоловіків також старших 18 років.
Середній дохід на одне домашнє господарство  становив 26 214 долари США (медіана — 33 015), а середній дохід на одну сім'ю — 38 130 доларів (медіана — 35 536). 
Цивільне працевлаштоване населення становило 149 осіб. Основні галузі зайнятості: будівництво — 62,4 %, науковці, спеціалісти, менеджери — 22,8 %, мистецтво, розваги та відпочинок — 14,8 %.